# Tampere Open 1987
Il Tampere Open 1987 è stato un torneo di tennis facente parte della categoria ATP Challenger Series nell'ambito dell'ATP Challenger Series 1987. Il torneo si è giocato a Tampere in Finlandia dal 6 al 12 luglio 1987 su campi in terra rossa.

## Vincitori

### Singolare
Magnus Gustafsson ha battuto in finale  Conny Falk con il punteggio di 6–2, 6–4

### Doppio
David Engel /  Desmond Tyson hanno battuto in finale  Christer Allgårdh /  George Kalovelonis con il punteggio di 6–3, 3–6, 6–3